# Augustin Burdet
Pour les articles homonymes, voir Burdet.
Augustin Burdet est un graveur aquafortiste français né le 27 décembre 1798 à Paris, décédé à Moreuil (Somme) le 14 avril 1871.

## Biographie
Augustin Burdet est élève de Pierre-Narcisse Guérin à l'École des beaux-arts de Paris. Il lui est cité également un second maître nommé Lecerf. Aux sujets mythologiques qui suivent sa formation (Cupidon et Psyché, 1824) se substituent ensuite des sujets historiques, passés ou contemporains. « Son principal titre de gloire, évoque ainsi Antoinette Ehrard, est d'avoir gravé sur acier, d'après Horace Vernet, l'immense Prise de la Smala d'Abd-el-Kader par le Duc d'Aumale (Salon de 1845), travail qui lui demanda cinq ans d'effort ». Augustin Burdet est installé au 27, rue des Saints-Pères.

## Œuvres

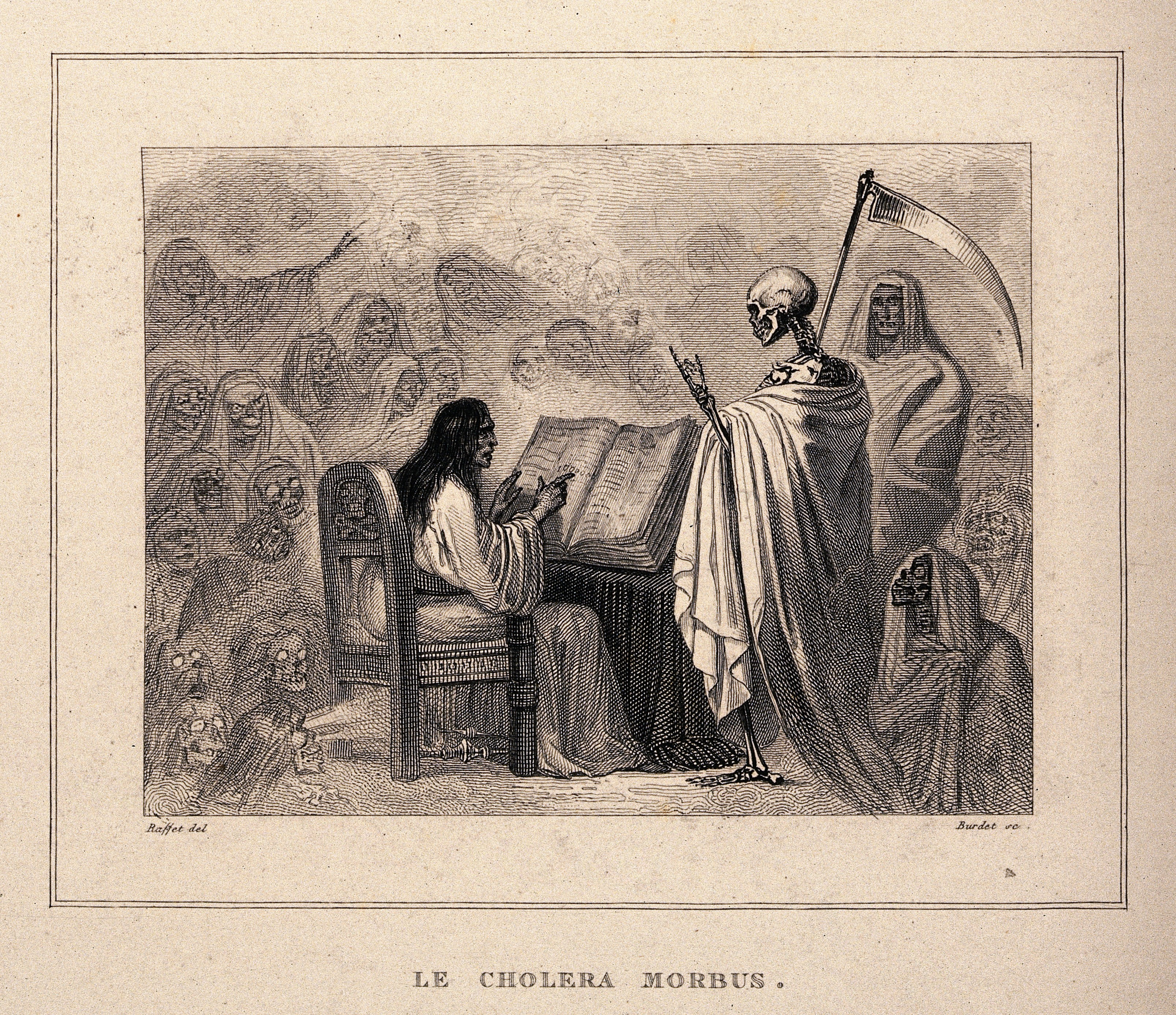
Le cholera morbus, gravure d'après Auguste Raffet.

### Artistes interprétés (ordre alphabétique)
- François-Auguste Biard, Bombardement d'Alger par Duquesne, 27 juin 1683, Charles Gavard éditeur, 1837[5].
- Auguste Bigand, Couronnement de Charles X à Reims[6].
- Tony Johannot, Le devin du village[7].
- Victor Marie Picot, Cupidon et Psyché[8].
- Auguste Raffet, La mort de Charles de Bonchamps ; Varsovie - 16 septembre 1831 : les Russes écrasent le soulèvement national des Polonais[9].
- Horace Vernet, Bataille de Fontenoy - Le Maréchal de Saxe présente à Louis XV les trophées de la victoire, Charles Gavard éditeur, 1837 ; Siège de Constantine - L'ennemi repoussé des hauteurs de Coudiat-Ati le 10 octobre 1837 ; Prise de la Smala d'Abd-el-Kader par S.A.R. Monseigneur le duc d'Aumale le 16 mai 1843, Charles Gavard, 34 rue de Verneuil à Paris, éditeur.

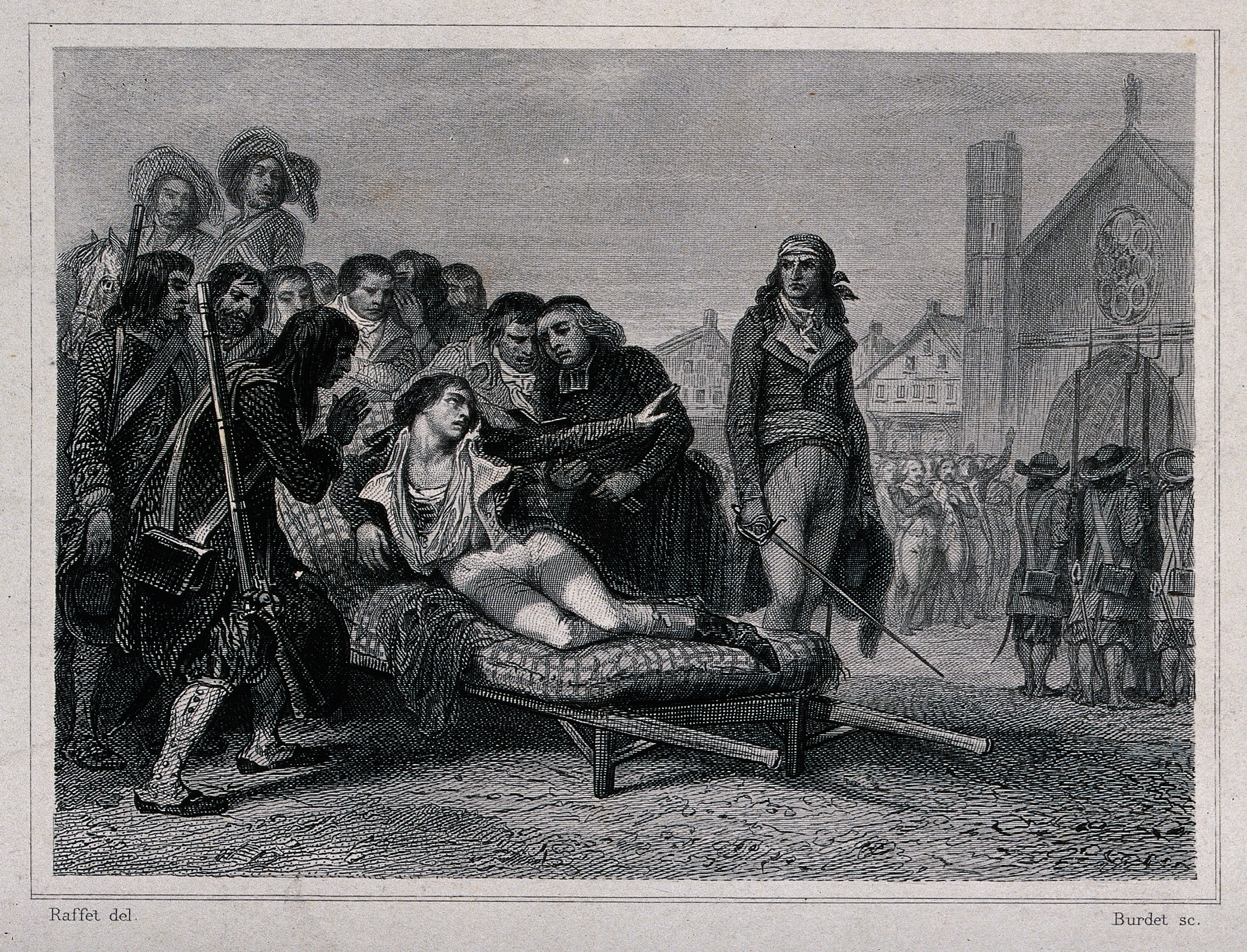
La mort de Charles de Bonchamps, d'après Auguste Raffet

### Contributions bibliophiliques
- Montesquieu, Œuvres, nouvelle édition, Lequien, Paris, 1819. En frontispice, Portrait de Montesquieu inspiré de l'estampe d'Augustin de Saint-Aubin[3].
- Miguel de Cervantes, Le Don Quichotte (tome premier des œuvres complètes), gravures d'Augustin Burdet, Jean-Louis-Toussaint Caron, Étienne Frédéric Lignon et Ambroise Tardieu d'après Eugène Lami et Horace Vernet, Méquignon-Marvis, Paris, 1821.
- Casimir Delavigne, Messéniennes et poésies diverses, ouvrage enrichi de sept gravures sur cuivre par Augustin Burdet, Adrien Godefroy, Achille Désiré Lefèvre, A. Motté et Touzé, Éditions Ladvocat, Paris, 1824.
- Jean-François Regnard, Œuvres, vignettes gravées par Augustin Burdet, Auguste Blanchard, Achille Devéria, Augustine Fauchery, Achille Désiré Lefèvre, Henri Charles Muller, P. Dufart éditeur, Paris, 1828.
- François-René de Chateaubriand, Atala - René - Les aventures du dernier Abencérage, quatre gravures sur cuivre d'Augustin Burdet d'après Alaux, Lefèvre éditeur, 1830.
- Joseph Méry et Auguste Barthélemy, Napoléon en Égypte - Poème en huit chants, gravures d'après Auguste Raffet, Perrotin éditeur, 1835.
- Joseph Méry et Auguste Barthélémy, La Némésis, gravures d'après Auguste Raffet, Perrotin éditeur, 1835.
- Charles Gavard, éditeur, diagraphe et pantographe, Galeries historiques de Versailles, 1837.
- Adolphe Thiers, Histoire de la Révolution française, Charles Furne éditeur, 1859.
- Eugène Sue, Les Mystères du peuple, ou histoire d'une famille de prolétaires, cent sept gravures sur acier notamment par François Adolphe Bruneau Audibran, Augustin Burdet, Édouard Follet, James II Hopwood, Léopold Massard, Marc Antoine Claude Monnin, Jean-Jacques Outhwaite, Jean-Charles Pardinel, onze volumes, Administration de la Librairie, Paris, 1849-1857.

## Expositions
- Salon de Paris, de 1827 à 1868.
- Love : Art of Emotion, 1400-1800, National Gallery of Victoria, Melbourne, avril-juin 2017[10].

## Musées et collections publiques

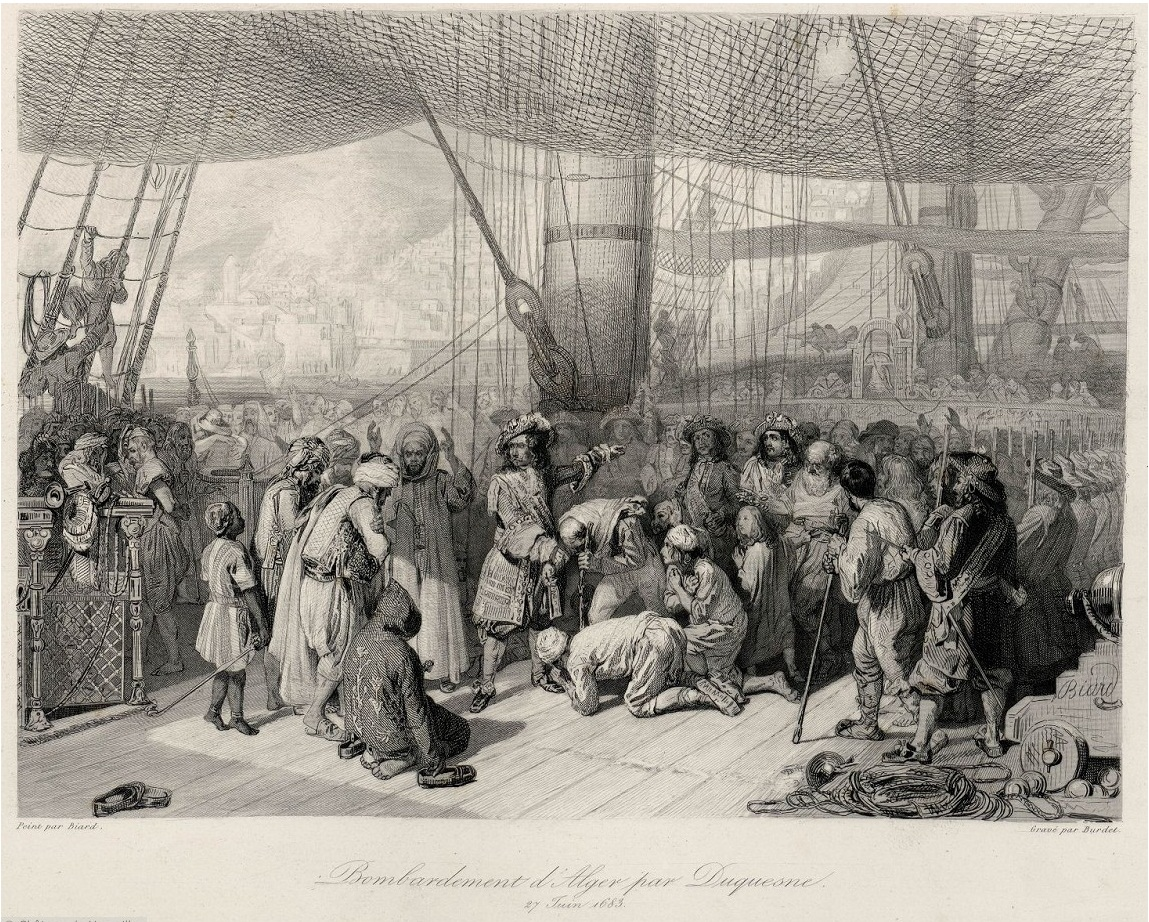
Bombardement d'Alger par Duquesne, 27 juin 1683, d'après François-Auguste Biard.

### France
- Abbaye de Chaalis, Le devin du village, d'après Tony Johannot.
- Musée Médard, Lunel, vignettes pour les œuvres de Jean-François Regnard, P. Dufart éditeur, Paris, 1828.
- Musée Carnavalet, Paris, Révolution française : journée du 22 juillet 1792 - Enrôlement des volontaires sur une place publique à Paris[11], Les adieux de Louis XVI à sa famille de 20 janvier 1793[12] (eaux-fortes d'après Auguste Raffet pour Histoire de la Révolution française d'Adolphe Thiers), Bataille des pyramides, d'après Auguste Raffet[13],[14], Saragosse, juin 1808 (de la série Prise de Madrid, d'après Auguste Raffet)[15], Passage de la Berezina (de la série Année 1812, d'après Auguste Raffet)[16], 16 septembre 1831[17], Le devin du village, d'après Tony Johannot[7], eaux-fortes.
- Musée national de l'éducation, Rouen, vignettes gravées.

### Royaume-Uni
- Victoria and Albert Museum, Londres, Bombardement d'Alger par Duquesne, 27 juin 1683, d'après François-Auguste Biard[5].

### États-Unis
- Mead Art Museum, Amherst College, Amherst (Massachusetts), Couronnement de Charles X à Reims, d'après Auguste Bigand[6].
- Metropolitan Museum of Art, New York, Cupidon et Psyché, gravure d'après Victor Marie Picot[18].

### Australie
- National Gallery of Victoria, Melbourne, Cupidon et Psyché, gravure d'après Victor-Marie Picot[8].

## Prix et distinctions
- Mention honorable attribuée par l'Académie royale des beaux-arts dans le cadre du Grand Prix de gravure en taille-douce, 1824[19].
- Troisième prix, concours de Rome pour l'architecture, 1824[2].
- Médaille de deuxième classe, Salon de 1851[2].